# Edmilson (football, mai 1968)
Pour les articles homonymes, voir Edmilson (homonymie).
Edmilson Dias de Lucena, plus communément appelé Edmilson est un footballeur brésilien né le 29 mai 1968 à Emas. Il possède également la nationalité portugaise. Il évoluait au poste d'attaquant.

## Biographie
Né au Brésil, il commence sa carrière en 1988 au sein du Matsubara,,.
La même année, il arrive au Portugal au sein du CD Nacional, club qu'il représente pendant trois saisons,,.
De 1991 à 1997, il est joueur du CS Marítimo,,.
En 2000, il quitte l'île de Madère pour rejoindre le Vitória Guimarães, qu'il représente jusqu'en 2000,,.
Il est joueur du Sporting Braga de 2000 à 2001,,.
En 2001, il rejoint Al Hilal. Avec ce club, il est vainqueur de la Coupe d'Asie des vainqueurs de coupe en 2002, il marque lors de la finale contre le Jeonbuk Hyundai Motors,,.
Il est transféré justement la saison suivante au sein du Jeonbuk Hyundai Motors. Il passe les trois dernières saisons de sa carrière en Corée du Sud. Il remporte notamment deux Coupes de Corée du Sud et est meilleur buteur du Championnat de Corée du Sud en 2002,,.

## Palmarès
| Al Hilal - Coupe d'Asie des vainqueurs de coupe (1) : - Vainqueur : 2001-02.                                                                             |  | Jeonbuk Hyundai Motors \| - Championnat de Corée du Sud : - Meilleur buteur : 2002 (14 buts). - Meilleur passeur : 2003. - Coupe de Corée du Sud (2) : - Vainqueur : 2003 et 2005. \| \| - Supercoupe de Corée du Sud (1) : - Vainqueur : 2004. \| |
| - Championnat de Corée du Sud : - Meilleur buteur : 2002 (14 buts). - Meilleur passeur : 2003. - Coupe de Corée du Sud (2) : - Vainqueur : 2003 et 2005. |  | - Supercoupe de Corée du Sud (1) : - Vainqueur : 2004. |